# Coby Miller
Coby Miller (* 19. Oktober 1976 in Ackerman) ist ein US-amerikanischer Sprinter.
Bei der Universiade 1999 in Palma gewann er die Goldmedaille im 200-Meter-Lauf. Über dieselbe Distanz wurde er ein Jahr später bei den Olympischen Spielen 2000 in Sydney Siebter.
Den größten Erfolg seiner Karriere feierte er bei den Olympischen Spielen 2004 in Athen mit der US-amerikanischen 4-mal-100-Meter-Staffel. Gemeinsam mit Shawn Crawford, Justin Gatlin und Maurice Greene gewann er die Silbermedaille. Mit einer Zeit von 38,08 s blieb die Staffel nur eine Hundertstelsekunde hinter der siegreichen Mannschaft aus Großbritannien.
Coby Miller hat bei einer Körpergröße von 1,75 m ein Wettkampfgewicht von 84 kg.

## Bestleistungen
- 100 m: 9,98 s, 2. Juni 2000, Durham (North Carolina)
- 200 m: 19,96 s, 23. Juli 2000, Sacramento
- 60 m (Halle): 6,49 s, 9. Februar 2003, Gent